# Henk van Egmond
Hendrik Josua (Henk) van Egmond (Ede, 14 mei 1920 - Hilversum, 6 april 1983) was een Nederlandse onderwijzer, en verzetsstrijder in de Tweede Wereldoorlog.

## Levensloop
Van Egmond groeide op in Ede. Het gezin woonde ten tijde van de Tweede Wereldoorlog aan de Telefoonweg 68, zij waren de buren van verzetsstrijder Henk Gaasbeek. Egmond maakte samen met zijn vader Jacob en broer Jan deel uit van de verzetsgroep van Evert Jan van Spankeren. Jacob van Egmond was brandweercommandant. De groep was mogelijk verantwoordelijk voor de brand in het Edese gemeentehuis in februari 1942, met als doel het bevolkingsregister te vernietigen. Van Egmond zou de buswerkzaamheden hebben vertraagd waardoor de schade zo groot mogelijk was.
Na de door de geallieerden verloren Slag om Arnhem in september 1944 waren veel Britse parachutisten in de regio achtergebleven. Aanvankelijk werd geprobeerd hen in kleine groepjes door de Duitse linies heen te smokkelen via Tiel. Op 9 oktober 1944 waagde een groep bestaande uit vier Britse militairen en vier verzetsmensen, te weten Van Egmond, Jaap van den Berg, en broers Simon en Maarten, een poging. Drie militairen en Simon van den Bent werden gepakt. Hij werd de volgende dag geëxecuteerd.
Van Egmond was tevens redactielid van de illegale krant De Eendracht, die van september 1944 tot mei 1945 verscheen.

## Persoonlijk
Van Egmond was getrouwd met Geertje Hendrika van Egmond-Roelofsen (1927-2012). Op het moment van zijn onverwachtse overlijden was Van Egmond directeur van de Julianaschool in Hilversum. Hij was Ridder in de Orde van Oranje-Nassau.